# Lars Findsen

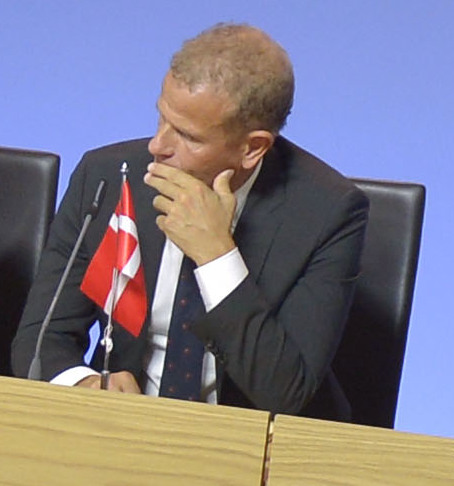
Lars Findsen

 Lars Johan Findsen (geboren am 17. September 1964) ist ein dänischer Jurist und derzeit suspendierter Chef des Forsvarets Efterretningstjeneste.

## Karriere
Von 1990 bis 1993 war er Bevollmächtigter bei der Danish Data Surveillance Authority. Anschließend hatte er verschiedene Positionen im Justizministerium inne, ehe er 2002 politimester und damit oberster Chef des Politiets Efterretningstjeneste wurde. 2003 bekam er Dannebrogordenens Ridderkors verliehen. Von 2007 bis 2015 war Findsen Abteilungsleiter im dänischen Verteidigungsministerium. Am 18. Dezember 2015 wurde er zum Chef des Forsvarets Efterretningstjeneste ernannt.
Als Findsen am 8. Dezember 2021 nach einer beruflichen Reise nach Nordmazedonien im Kopenhagener Lufthafen landete, wurde er festgenommen. Es ist aufgrund von Geheimhaltungsgründen nicht vollständig klar, was ihm zur Last gelegt wird. Er soll Verschlusssachen an die Presse weitergegeben haben. Dies wäre ein Verstoß gegen Paragraf 109 des Straffeloven, des dänischen Strafgesetzbuchs, der mit einer Gefängnisstrafe von bis zu 12 Jahren geahndet werden kann.
Das Østre Landsret entschied am 17. Februar 2022, Findsen aus der Untersuchungshaft zu entlassen, da dies weder die Aufklärung des Falles behindere, noch Gefahr dafür bestünde, dass er das ihm zur Last gelegte wiederhole.